# Dogsred
Dogsred (яп. ドッグスレッド, Doggusureddo) — японська спортивна манґа, написана та проілюстрована Нода Сатору. Це перезапуск серії манґи Ноди Supinamarada! (2011-2012). Dogsred стартував у журналі Weekly Young Jump видавництва Shueisha у липні 2023 року.

## Сюжет
«Якщо він хоче скаженіти на катку, чи не краще йому стати хокеїстом?» 2010, Хоккайдо. Фігурист Сіракава Ро, який набрав найвищий бал за всю історію у фіналі Всеяпонського юніорського чемпіонату, раптово почав скаженіти та трощити все довкола. Після дискваліфікації зі змагань він назавжди виключений зі світу фігурного катання. Ро на прізвисько «Скажений як собака принц» опиняється в хокейному містечку Томакомай. Історія надвідновлення та перетворення невдач у благословіння!

## Публікація
Перед початком публікації журнал Weekly Young Jump оголосив у квітні 2022 року, що автор манґи перезапустить свою серію манґи Supinamarada! (2011–2012). Назву серіалу було оголошено 20 липня 2023 року, і серія розпочалася наступного тижня в Weekly Young Jump 27 липня. Перший том було випущено 16 січня 2024 року видавництвом Shueisha.

### Список томів
| № | Дата виходу    | ISBN                   |
| - | -------------- | ---------------------- |
| 1 | 18 січня 2024  | ISBN 978-4-08-893086-2 |
| 2 | 19 лютого 2024 | ISBN 978-4-08-893087-9 |
| 3 | 18 липня 2024  | ISBN 978-4-08-893309-2 |

## Сприйняття
Манґа була номінована на Next Manga Award 2024 року в категорії «Друкована манґа» та посіла 4-те місце.

## Подальше читання
- 〈野田サトルの2024年〉『ゴールデンカムイ』完結のあと、なぜデビュー作のリメイク『ドッグスレッド』に挑んだのか「連載を追って損はないと思います」 (яп.). Shueisha. 2 січня 2024.